# Сражение при Чурубуско
Сражение при Чурубуско (англ. The Battle of Churubusco) произошло 20 августа 1847 года к югу от города Мехико во время Американо-мексиканской войны, сразу после сражения при Контрерас. Разбив мексиканский отряд у села Падиерна (оно же Контрерас) утром того дня, американская армия начала наступать на позиции мексиканцев у Сан-Антонио с запада, а дивизия Уильяма Уорта начала одновременную атаку с фронта. Обойдённые с фланга, мексиканцы отступили на позиции у монастыря Чурубуско. Преследуя противника, американцы вышли к монастырю и сходу, без подготовки, атаковали мексиканские позиции. Скотт атаковал мексиканцев с фронта и тыла, вынудив противника отступить к Мехико. Разгромив мексиканскую армию при Чурубуско, американская армия оказалась всего в 8-ми километрах от мексиканской столицы и через месяц, после сражения при Чапультепеке, война была закончена. В сражении при Чурубуско ранение получил Франклин Пирс, будущий президент США.

## Предыстория
18 августа 1847 года армия генерала Уинфилда Скотта, наступающая на Мехико, вошла в городок Сен-Августин. На пути в Мехико находился город Сан-Антонио, который был укреплён и все подходы к нему простреливались артиллерией. Обойти Сан-Антонио с востока не представлялось возможным из-за болотистого грунта, а с запада начиналось непроходимое лавовое поле, так называемый Педрегаль. Скотт, основываясь на разведданных капитана Роберта Ли, решил попробовать выйти через лавовые поля на дорогу Мехико-Акапулько.
19 августа Бригада Рили первой перешла лавовые поля и заняла село Сан-Геронимо. Там к ней присоединилась бригада Персефора Смита. К вечеру три американские бригады оказались в Сан-Геронимо, на хорошей позиции. Общее командование принял генерал Смит. У него в распоряжении не было ни кавалерии, ни артиллерии, никакой связи с остальной армией, и погода так же ухудшилась. Однако, разведка (лейтенант Зеалус Тауэр) выявила, что позиции отряда генерала Валенсия у села Падиерна никак не охраняются с тыла, поэтому Смит решил на рассвете атаковать Валенсию.
Рано утром 20 августа началось сражение при Контрерас: бригада Рили атаковала мексиканцев у Падиерны. Атака была короткой: мексиканская армия дала несколько залпов и сразу стала отходить по дороге Сен-Энджел на Мехико. Весь бой длился около 17 минут.
Когда генерал Скотт узнал об отступлении мексиканской армии, он понял, что исход всей кампании зависит от того, сможет ли он своевременно развить успех. Он знал, что дорога от Падиерны ведёт на восток в селение Койоакан, где разветвляется: одна дорога идёт на Сан-Антонио, где стоит мексиканская армия, а вторая к селению Чурубуско и далее на Мехико. Если Скотт успеет занять Койоакан, то он сможет оттуда наступать во фланг и тыл армии генерала Санта-Анна в Сан-Антонио. Скотт приказал генералу Уорту вернуться в Сен-Августин, наступать на север и атаковать Сан-Антонио с фронта. Пиллоу и Твиггс должны были наступать на Сан-Антонио с запада через Койоакан. Но вскоре пришло известие, что мексиканцы покинули Сан-Антонио и отступили к Чурубуско, где заняли оборону на рубеже реки Чурубуско.
Действуя согласно приказам Скотта, генерал Уорт прибыл с бригадой Гарланда на позиции перед Сан-Антонио и приказал бригаде Кларка (5-й, 6-й и 8-й регулярные полки) обойти через Педрегаль правый фланг противника, выйти ему в тыл, и отрезать пути отступления. Кларк выступил в 11:00 под руководством инженеров-топографов Мейсона и Хардкасла. Бригада Гарланда готовилась к атаке позиций с фронта. Но мексиканцы сразу начали отступать из Сан-Антонио, поэтому Кларк успел только атаковать фланг. Эта атака заставила мексиканцев отступать в разных направлениях: к Чурубуско, к Мексикальсинго и назад в Сан-Антонио. Бригада Гарланда вошла в укрепления Сан-Антонио без боя. 

### Оборонительные меры Санта-Анны
Узнав, что генерал Валенсия попал под удар в Падиерне, Санта-Анна решил спасти его, и вызвал из Мехико 3-ю резервную бригаду под командованием бригадного генерала Хоакина Рангеля численностью 7 000 человек. На рассвете он выступил в сторону Падиерны, но встретил бегущий отряд Валенсии и узнал, что его позиция захвачена. Санта-Анна некоторое время не знал, что предпринять, а затем приказал оставить Сан-Антонио и Мексикальцинго и поручил Рангелю оборонять южные подступы к Мехико. Он прибыл в Чурубуско и решил, что необходимо прикрыть отступление армии от Сан-Антонио, поэтому приказал генералу Ринкону удерживать монастырь Чурубуско как можно дольше. Один из полков он разместил в предмостовом укреплении у реки, два остальных построил в линию вдоль реки, часть войск поставил между монастырём и предмостовым укреплением, а остальное поместил в тылу.
Комплекс монастыря состоял из основной церкви, крыша которой имела ограждение, и высокой каменной стены вокруг, на которой можно было размещать солдат. Монастырь был окружён широким рвом с водой. На западной стороне находились два бастиона, и ещё два, незавершённых, на южной стороне. В монастыре стояли четыре 8-фунтовых орудия, три небольшие пушки и гарнизон в 1500 или 1800 человек из батальонов «Independencia» и «Bravos», большинство из которых ещё не участвовали в сражениях. Также присутствовал батальон Святого Патрика, сформированный из американцев-дезертиров, так называемый «San Patricios». Исследовав эту сильную позицию, Санта-Анна снова обрёл уверенность в успехе, и активно занялся усилением предмостового укрепления. Гарнизон монастыря состоял из необученых ополченцев, которые были встревожены тем, что оказались на передовой позиции, но Санта-Анна обещал поддержать их в случае проблем.

## Сражение
Завершив все дела у Падиерны американский отряд направился на восток, к Сан-Энджелу и Койоакану. Первой шла бригада Смита с отрядом конных стрелков и инженерной ротой. У Сен-Энджела произошла небольшая перестрелка, после которой мексиканцы оставили селение. В Сен-Энджеле командование наступлением принял генерал-майор Пиллоу. Он привёл авангард в Койоакан, где его нагнал генерал Скотт, который приказал остановиться и сам выехал на передовую позицию. Незадолго до прибытия в Койоакан Скотт приказал капитану Роберту Ли и капитану Филу Карни отправиться на рекогносцировку во главе роты 1-го драгунского полка и роты конных стрелков. Генералу Пиллоу Скотт приказал атаковать Сан-Антонио с тыла. Скотт в данный момент мог наступать прямо на Мехико, но он не мог оставить Уорта под Сан-Антонио наедине с мексиканской армией численностью, по его представлениям, около 25 000 человек. Скотт решил, что Койоакан удобное место для соединения всей его армии.
В 12:00 лейтенант инженерной роты Исаак Стивенс поднялся на колокольню церкви Койоакана и заметил большие массы мексиканцев, отступающие от Сан-Антонио. Он правильно предположил, что Санта-Анна отводит войска к Мехико. Стивенс видел монастырь, но высокая, до шести футов в высоту, кукуруза, не позволяла ему увидеть земляные укрепления около монастыря. Он заметил угол бастиона, и предположил, что там может быть одно орудие. В этот момент американцы, воодушевлённые победой у Падиерны и солнечной погодой, были уверены в своей непобедимости и сильно переоценивали свои силы: Стивенс пребывал в той же эйфории, поэтому доложил Скотту, что отступающую мексиканскую армию надо перехватить как можно быстрее. Впоследствии он сам признавал, что это был поспешный и неверный вывод. Под влиянием этого донесения Скотт пошёл на то, чего изначально не планировал: он приказал генералу Твиггсу немедленно наступать на монастырь.
Одновременно с этим Скотт приказал бригаде генерала Франклина Пирса, следуя указаниям капитана Ли, направиться к северу от Койоакана, перейти реку Чурубуско, повернуть направо и выйти в тыл мексиканским позициям у монастыря и предмостового укрепления. Через несколько минут генерал Джеймс Шилдс отправился туда же с двумя полками и принял командование всем отрядом. Вскоре Ли вернулся и доложил, что Шилдс встретился с превосходящими силами противника и может быть окружён, поэтому Скотт отправил на его усиление отряд конных стрелков майора Лоринга и драгунскую роту капитана Сибли под общим командованием майора Самнера. 

### Наступление Твиггса
Получив приказ наступать, Твиггс с одной из бригад выдвинулся в сторону Чурубуско и остановился у развилки дорог. Отсюда Твиггс послал на рекогносцировку лейтенантов Густавуса Смита, Джорджа Макклеллана и Исаака Стивенса. Макклеллан захватил в плен мексиканского улана всего в 300 метрах от монастыря. Стивенс приказал Смиту отвести пленного к Твиггсу и заодно попросить усилить эскорт.
Так как ситуация требовала незамедлительного наступления, а задача казалась легко выполнимой, то и разведка началась практически одновременно с наступлением на монастырь. Наступая наугад, полк конных стрелков вступил в перестрелку с противником, затем в бой втянулся 1-й артиллерийский, а затем и вся остальная бригада Персифора Смита. Мексиканцы берегли порох, поэтому их артиллерия открыла огонь только тогда, когда противник приблизился на расстояния мушкетного выстрела. Первая атака была отбита, после чего Райли повёл в наступление 2-й и 7-й пехотные полки, а рядом развернулась батарея Тейлора. За час или полтора Тейлор заставил противника отступить от стен и с крыши храма, но потерял 24 человека и 14 лошадей. Батарею пришлось отвести.
Монастырь и его бастионы оказались серьёзным укреплением. Даже стены монастыря были такими толстыми, что не повреждались ядрами орудий. Даже когда дивизия Уорта захватила предмостовое укрепление, и открыло огонь из мексиканского орудия по монастырю, он продолжал держаться. 1-й артиллерийский и 3-й артиллерийские полки несли потери. В 3-м пехотном были ранены, помимо прочих, капитан Льюис Крейг и лейтенант Дон Карлос Бьюэлл.  Американцам приходилось подходить к монастырю через заросли кукурузы, где приходилось разбиваться на небольшие группы и такими разрозненными отрядами выходить к укреплениям.
Наконец, когда пало предмостовое укрепление, 3-й пехотный бросился на штурм, под прикрытием 1-го артиллерийского полка справа и 2-го пехотного слева. Капитану Джеймсу Смиту удалось подняться на бастион со знаменем 3-го пехотного. Следом за ним на стену поднялись лейтенанты Джон Бреннан и Труман Сеймур. Мексиканцы пытались отбить бастион; они примерно два раза выходили из-за стен монастыря, но оба раза были отбиты. Батарее Тейлора в то же время удалось очистить от противника крышу монастырского собора.

### Наступление Уорта
После отступления мексиканцев от Сан-Антонио две бригады генерала Уорта (Гарланда и Кларка) объединились, а с запада к ним подошла дивизия Пиллоу (бригады Пирса и Кадвалладера) и присоединилась к Уорту. Уорт сразу же приказал атаковать предмостовое укрепление (Tête de Pont) около монастыря. К укреплению вела дорога; дивизия Уорта наступала правее дороги, при этом 6-й пехотный полк подполковника Бонневиля наступал прямо по дороге на укрепление. Дивизия Пиллоу наступала левее дороги. Сразу у дороги шла бригада Кадвалладера: 11-й пехотный полк Грэма и 14-й пехотный полк Трусдейла, а вольтижерский полк Джонстона остался в тылу для прикрытия батареи Дункана, которая встала прямо на дороге.
6-й пехотный пошёл в наступление по дороге, лейтенант Льюис Армистед командовал его передовым взводом. Он сразу же наткнулся на брошенные мексиканские повозки, которые мешали продвижению, поэтому полк сместился правее и пошёл в атаку на мексиканские позиции правее укрепления. Вскоре стало понятно, что наступающих слишком мало для поставленной задачи, поэтому лейтенанта Бакнера отправили к командованию с просьбой усилить полк или отозвать атаку. Атаку отозвали и полк отступил. Но Уорт приказал полку построиться в колонну и атаковать укрепление повторно, но и эта атака сорвалась. Тогда была проведена третья атака, в которой участвовали капитан Уильям Уокер и лейтенант Армистед.
Бригада Кларка (5-й и 8-й пехотные) в это время наступала правее дороги, но Кларк получил ранение и сдал командование полковнику 5-го пехотного, Макинтошу. Оба полка наступали через рвы и заросли кукурузы, и их порядки нарушились. Они подошли к укреплению, выровняли ряды и бросились на штурм. В этом штурме отличились майор Джордж Райт, капитан Джеймс Бомфорд, первый лейтенант Джеймс Лонгстрит и второй лейтенант Джордж Пикетт. Лонгстрит ворвался в укрепление со знаменем полка. Атакующим удалось захватить орудие, из которого Бомфорд и Лонгстрит открыли огонь по монастырю.

### Бой у ранчо Порталес
В то время как дивизии Твиггса, Уорта и Пиллоу атаковали мексиканские позиции с фронта, отряд Франклина Пирса выходил им в тыл. У Пирса был батальон 12-го пехотного полка (вр. майор Аллен Вуд) и 15-й пехотный полк полковника Джорджа Моргана, а за ним шёл генерал Шилдс с полками Бёрнетта и Батлера. За ними шла батарея горных гаубиц лейтенанта Джессе Рено. За день до этого Пирс повредил себе колено, и Скотт предложил ему оставить поле боя и вернуться в Сан-Августин. Пирс ответил: «Ради Бога, генерал, не говорите так! Это последнее большое сражение и я должен вести свою бригаду!». Теперь он ехал верхом с одной ногой, привязанной к седлу. Путь вёл через заросли кукурузы и многочисленные канавы. Некоторые Пирс смог перескочить на лошади, но примерно через милю пути он вышел ко рву шириной метра четыре и глубиной метра в два. Ему пришлось оставить лошадь и идти дальше без неё, но из-за общего истощения и боли в колене он вскоре потерял сознание. Это было в зоне действия мексиканского огня, и солдаты решили вынести его в тыл, но он потребовал оставить его на месте, и лежал там до конца боя.
В это время отряд Пирса приближался к Асьенде Порталес, или Ранчо Порталес, небольшому селению, которое находилось у дороги Сан-Августин — Мехико, примерно в 1200 метрах севернее реки Чурубуско. Дорога на этом участке имела глубокие рвы с водой по обеим сторонам. Шилдс приказал майору Вуду атаковать ранчо силами 12-го пехотного, а полк Моргана развернулся в боевую линию справа от ранчо, при этом Морган сразу же получил тяжёлое ранение и сдал командование подполковнику Ховарду. Ещё двум полкам (бригаде Шилдса) потребовалось время, чтобы выйти на позицию, но когда 2-го Нью-Йоркский разворачивался левее ранчо, был ранен полковник Бёрнетт, и командование полком перешло к подполковнику Чарльзу Бакстеру. Южнокаролинский полк Батлера разворачивался левее нью-йоркского, но не все его роты успели выйти на позицию, и он попал под огонь мексиканцев, засевших в строениях села Ладвиллера со стороны своего левого фланга. Шилдсу удалось построить приемлемую боевую линию, хотя части правого фланга ещё оставались в беспорядке. Стремясь как можно скорее захватить дорогу и отрезать мексиканцам путь к отступлению, он приказал атаковать.
Историк Джастин Смит писал, что точный ход событий сложно установить, поскольку офицеры в своих рапортах старались скрыть неприятные для них факты. Складывается впечатление, что Шилдс плохо справлялся с управлением войсками. Его собственные полки действовали неуверенно, а части Пирса, более опытные, но находящиеся под командованием политических назначенцев, проявили себя плохо. В итоге Шилдсу силами шестисот человек при двух гаубицах не удалось добиться никакого результата. Его отряду пришлось держать оборону и по возможности прятаться от обстрела в зданиях ранчо.
Только между 15:00 и 16:00 Уорт взял предмостовое укрепление; увидев отступление противника, Шилдс снова поднял в атаку свою бригаду. В бой пошёл южнокаролинский полк и часть 2-го Нью-Йоркского полка. Полки снова стали нести тяжёлые потери, был убит полковник Батлер, и командование принял Эдли Гледден. Однако в итоге мексиканцев удалось сломить и в плен попало около 400 человек. Подошла дивизия Уорта, и мексиканцев преследовали ещё около трёх километров. Затем Скотт приказал остановить наступление, но кавалерия Харни продолжила атаку, вероятно, не расслышав приказа. Во главе четырёх драгунских рот Харни преследовал мексиканцев, пока не встретил артиллерийскую батарею. Рота «F» капитана Филипа Карни атаковала батарею и захватила её, но при этом Карни был ранен шрапнелью и потерял руку. Командование ротой принял Ричард Юэлл. За эту атаку Карни получил временное звание майора, а Юэлл — временное звание капитана.

## Последствия
Когда сражение прекратилось, американская армия осталась на своих позициях около монастыря Чурубуско. Бригада Шилдса ночевала в Лос-Порталес, дивизия Уорта в Чурубуско, часть дивизии Пиллоу в Сан-Антонио, часть дивизии Твиггса ушла в Койоакан, а часть осталась в поле. Дорога на Мехико была открыта, но Скотт решил не продолжать наступления. С самого начала кампании он рассчитывал приблизиться к столице, разбить мексиканскую армию в поле, и тем самым принудить мексиканское правительство к заключению мира. Штурм Мехико представлялся ему опасным: город имел серьёзные укрепления, а у Санта-Анны могло быть ещё около 20 000 человек. Кроме того, Скотту нужно было время, чтобы разобраться с ранеными, пленными, обозами и т. д. Армия не ела уже целый день, а некоторые части ещё дольше. Скотт опасался, что в случае неудачи армия будет голодать, а в случае успеха и взятия Мехико голодная армия может нанести городу нежелательный ущерб.
Но мексиканское правительство не желало идти на переговоры в данных обстоятельствах; оно полагало, что США не смогут вести войну достаточно долго. Британские газеты писали, что США не смогут долго содержать армию, что Америка устала от войны и нуждается в мире больше, чем Мексика, что американская армия не сможет развить успех и, вероятно, прибегнет к посредничеству Англии. Американские газеты писали, что если Мексика продержится ещё немного, то сможет заключить выгодный мир. New York Express отмечала, что никогда ещё нация, столь же многочисленная, как мексиканская, не бывала завоёвана, а National Intelligencer писала, что американская казна скоро опустеет. Категорически против войны была и партия вигов; сенатор Даниел Уэбстер прямо угрожал президенту импичментом. Антивоенные настроения в самой Америке делали саму идею переговоров унизительной для мексиканцев.
Санта-Анна понимал, что не сможет отбить наступление на Мехико, и вступил в переговоры с американской стороной, но мексиканское правительство его не поддержало. Чтобы заключить мир, генералу теперь пришлось бы совершить переворот и объявить себя диктатором, но он чувствовал, что армия его не поддержит. Он решил продолжать войну: была надежда, что Скотт и пошёл на переговоры от безнадёжности, и что ещё одно сражение может изменить ситуацию, поэтому имело смысл предпринять ещё несколько попыток, которые всё равно не ухудшат положения. Санта-Анна стал готовить армию к бою и совершенствовать укрепления замка Чапультепек. Скотт узнал об этом от своих агентов и 2 сентября перестал надеяться на удачный исход переговоров. 6 сентября переговоры были окончательно прерваны.

### Потери
Санта-Анна потерял треть своей армии, так что к 30 августа его Восточная Армия насчитывала только 11 381 солдат и офицеров. Согласно данным Скотта, мексиканцы потеряли 4297 человек убитыми и ранеными и 2637 пленными, в том числе 8 генералов. Потери США на этом фоне были незначительными — из 8497 военнослужащих, участвовавших в сражениях при Контрерас и Чурубуско, убитыми и ранеными было потеряно 14 офицеров и 119 рядовых.

### Награждения
В своём официальном рапорте военному секретарю генерал Скотт особо отметил заслуги нескольких офицеров: подполковника Хитчкока, майора Смита, капитана Ли, капитана Мэйсона, лейтенантов Стивенса, Борегара и Тоуэра, майора Тёрнбулла, капитана Макклеллана, лейтенанта Хардкасла, капитана Хьюджера, лейтенанта Хагнера, капитанов Джеймса Ирвина и Уэйна, капитана Грейсона, главного врача Томаса Лоусона, капитана Скотта, лейтенантов Уильямса и Лея, адъютанта Скайлера Гамильтона, майоров Кирби и Ван Бюрена и майора Гейнса.